# Lista över stater som saknar fullt internationellt erkännande

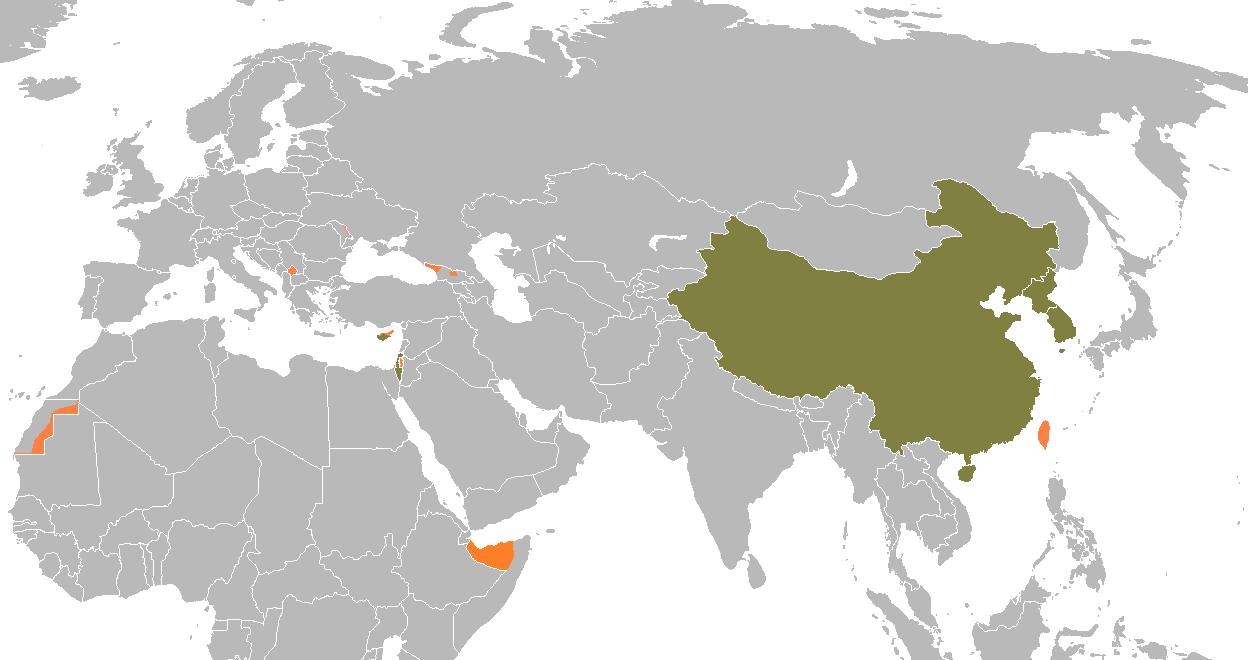
Stater utan internationellt erkännande
Delvis erkända stater
Huvudsakligen erkända stater
Omstridda områden vars regeringar uppnått visst erkännande

Denna lista över stater som saknar fullt internationellt erkännande är en översikt över nutida politiskt geografiska enheter vilka utropats som suveräna stater enligt Montevideokonventionen från 1933 eller i dess efterföljd, men som saknar fullt diplomatiskt erkännande. De listade staterna har utropat självständighet och har kontroll över sina territorier – eller om de saknar sådan kontroll har de erkänts av minst en annan i någon form internationellt erkänd stat.
Listan räknar inte med stater som fortfarande befinner sig under bildande och där det ofta pågår aktiv krigföring mellan exempelvis en utbrytarstat och minst ett annat land.
Förenta nationerna (FN) har 193 medlemsstater, varav ett fåtal saknar fullt internationellt erkännande. Vatikanstatens suveränitet erkänns allmänt, men den är inte medlem i FN.

## Nutida statsbildningar efter grad av erkännande

### Stater som är erkända enbart av stater som icke är FN-medlemmar
| Stat          | Ifrågasatt sedan | Erkännande | Noter |
| ------------- | ---------------- | --- | ----- |
| Somaliland    | 1991             | Somaliland betraktas som en del av Somalia av det internationella samfundet. | [ 2 ] |
| Transnistrien | 1990             | Enligt Moldaviens författning är Transnistrien (eller Dnestrrepubliken) ett autonomt område inom Moldavien. Transnistrien betraktas som en del av Moldavien av det internationella samfundet, men erkänns av Abchazien och Sydossetien. | [ 4 ] |

### Delvis erkända stater
| Stat                     | Ifrågasatt sedan | Erkännande | Noter  |
| ------------------------ | ---------------- | --- | ------ |
| Abchazien                | 1992             | Enligt Georgiens författning är Abchazien en autonom republik inom Georgien. Abchazien betraktas som en del av Georgien av det internationella samfundet, men erkänns av Nagorno-Karabach, Sydossetien och Transnistrien. 26 augusti 2008 erkände Ryssland Abchazien. 5 september 2008 erkändes Abchazien även av Nicaragua, och den 15 december 2009 av Nauru.       | [ 10 ] |
| Kosovo                   | 2008             | Kosovo har hittills erkänts av 115 stater, inklusive Taiwan som dock ännu inte har erkänts av Kosovo. Se även Kosovos politiska status. |        |
| Nordcypern               | 1983             | Nordcypern har endast erkänts av Turkiet. Den har även erkänts av Nachitjevan, en exklav tillhörande Azerbajdzjan. (Dock är den inte självständig.) | [ 11 ] |
| Sydossetien              | 1991             | Enligt Georgiens författning är Sydossetien ett autonomt område inom Georgien. Sydossetien betraktas som en del av Georgien av det internationella samfundet, men erkänns av Abchazien, Nagorno-Karabach och Transnistrien. 26 augusti 2008 erkände Ryssland Sydossetien. 5 september 2008 erkändes Sydossetien även av Nicaragua, och den 16 december 2009 av Nauru. | [ 14 ] |
| Taiwan (Republiken Kina) | 1949             | Fram till 1971 representerade Taiwan (officiellt namn Republiken Kina) Kina i FN och FN:s säkerhetsråd, då platsen togs över av Folkrepubliken Kina. Idag är Taiwan erkänt av 23 stater inklusive Vatikanstaten. Många andra stater har inofficiella relationer med Taiwan. (Se Taiwans politiska status.)                                                            | [ 15 ] |
| Västsahara               | 1976             | Sahariska arabiska demokratiska republiken (SADR) har erkänts av 49 stater samt Afrikanska unionen som Västsaharas lagliga regering, dock inte av Marocko som gör anspråk på hela landet. SADR har de facto kontroll över en frizon i öster; resten av Västsahara är ockuperat.                                                                                       | [ 16 ] |

### Stater som är FN-observatörer
| Stat      | Ifrågasatt sedan | Erkännande | Noter  |
| --------- | ---------------- | --- | ------ |
| Palestina | 1988             | Palestinas rätt att utropas som stat erkändes 2012 av FN och 134 stater som är medlemmar i FN samt Vatikanstaten, och har diplomatiska relationer med ytterligare 12 stater. Palestina är inte erkänt av Israel, USA eller flertalet västeuropeiska stater. Av Sverige är Palestina erkänt sedan hösten 2014. | [ 17 ] |

### Stater som är FN-medlemmar
| Stat      | Ifrågasatt sedan | Erkännande | Noter         |
| --------- | ---------------- | --- | ------------- |
| Armenien  | 1991             | Armenien har erkänts av alla stater utom Pakistan. FN-medlem sedan 1992. | [ 18 ] [ 19 ] |
| Cypern    | 1974             | Cypern har erkänts av alla stater utom Turkiet. FN-medlem sedan 1960. | [ 20 ] [ 21 ] |
| Israel    | 1948             | Israel saknar diplomatiska relationer med 34 stater, varav 21 inte erkänt Israel. FN-medlem sedan 1949. | [ 22 ]        |
| Kina      | 1949             | Folkrepubliken Kina är inte erkänd av Republiken Kina (Taiwan). Som en följd av "Ett Kina"-politiken (jämför Taiwans politiska status) vägrar Kina ha diplomatiska relationer med 22 stater som erkänner Taiwan som självständig stat. FN-medlem sedan 1971. | [ 24 ]        |
| Nordkorea | 1948             | Nordkorea är inte erkänt av Sydkorea och Japan. FN-medlem sedan 1991. | [ 25 ] [ 26 ] |
| Sydkorea  | 1948             | Sydkorea är inte erkänt av Nordkorea. FN-medlem sedan 1991. | [ 27 ] [ 28 ] |